# Trujillo: El poder del jefe II
Trujillo: El poder del jefe II es una película de tipo documental realizada en 1994 por el director y guionista dominicano René Fortunato. Este filme es el segundo de una trilogía que documenta la dictadura de Rafael Leónidas Trujillo en la Républica Dominicana. Obtuvo el premio de la Asociación de Estudios Latinoamericanos de los Estados Unidos, LASA FILMS AWARDS, en 1995.

## Contenido
Inicia en 1938 y describe las secuelas de matanza de haitianos de 1937, las maniobras políticas del dictador, sus relaciones con los Estados Unidos, la crisis azucarera de 1946, la etapa de los llamados «presidentes títeres» y el asesinato del exilado español Jesús de Galíndez, entre otras cosas; su narrativa cubre hasta la década de 1950.